# Vacances romaines
Pour plus de détails, voir Fiche technique et Distribution.
Vacances romaines (Roman Holiday) est un film américain en noir et blanc réalisé par William Wyler, sorti en 1953.
Comédie romantique sur l'amour impossible entre une princesse et un journaliste, le film obtient trois Oscars du cinéma sur dix nominations.

## Synopsis

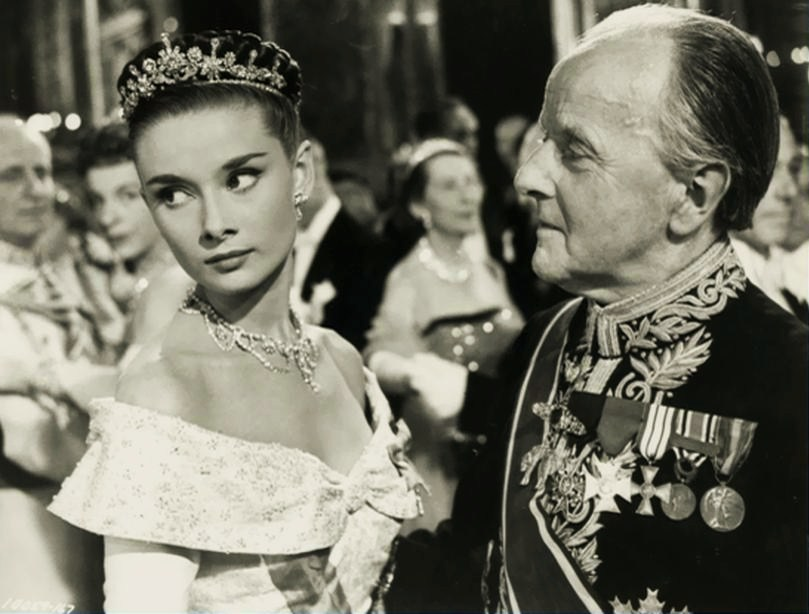
Audrey Hepburn et Harcourt Williams.

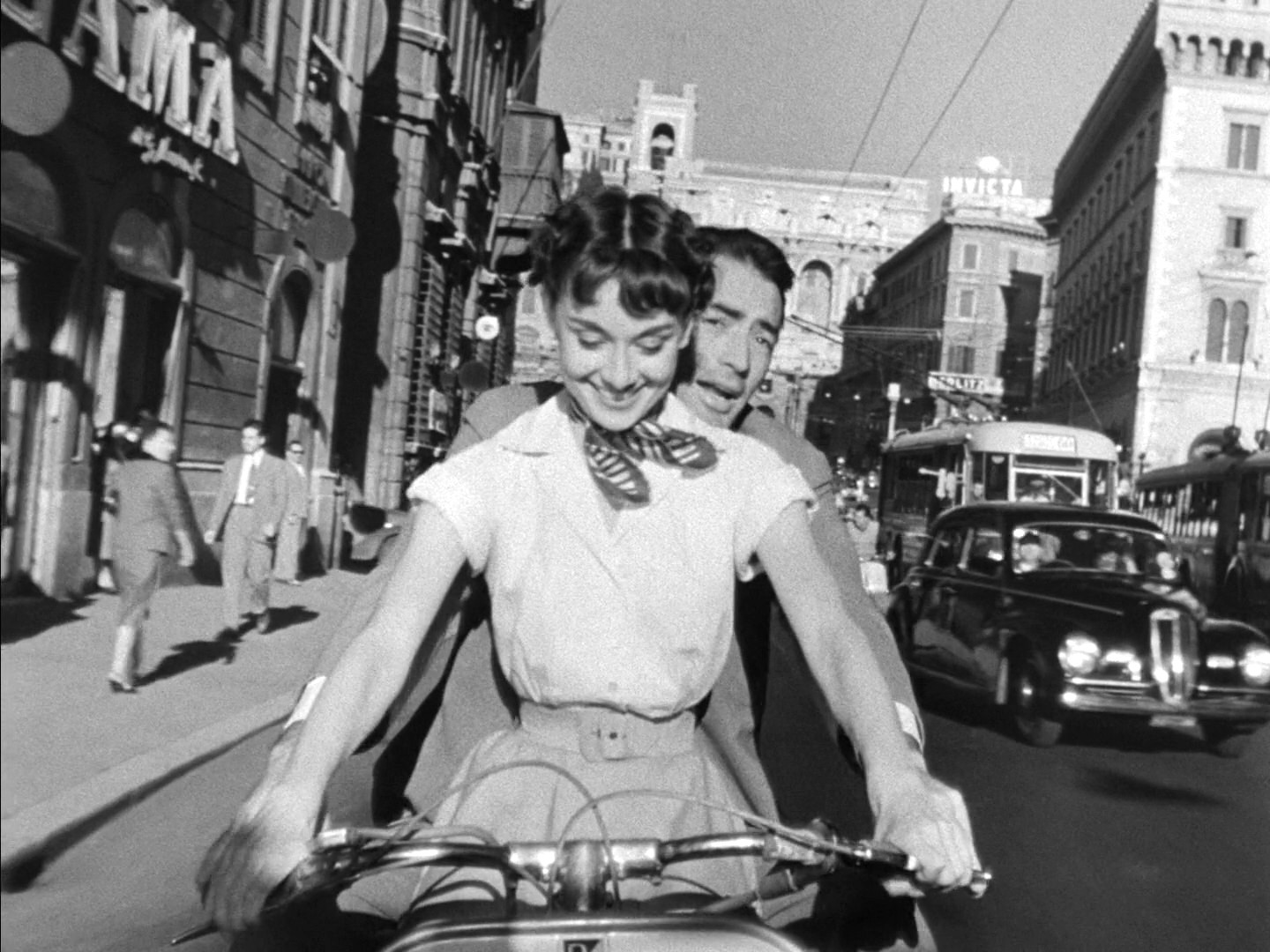
Audrey Hepburn et Gregory Peck.

Ann, jeune princesse, fait la tournée des capitales européennes, soumise à un protocole étouffant. Arrivée à Rome, elle décide de fuguer et quitte le palais. Son médecin lui ayant auparavant administré un sédatif, elle s'endort sur un banc et attire l'attention d'un séduisant reporter d'agence de presse, Joe Bradley, qui la croit ivre malgré son jeune âge. Celui-ci la recueille chez lui et découvre au matin que la jeune fille n'est autre que la princesse Ann qui devait donner une conférence de presse le jour même, à laquelle il aurait dû assister.
Le Palais, affolé par la disparition, prétend qu'Ann est juste souffrante et organise activement des recherches. Bradley décide de profiter de la situation, et propose à Ann de se promener dans Rome avec lui et son collègue Irving, photoreporter, afin de la suivre et la photographier en lui cachant leur métier de journalistes. Ann, ravie d'avoir une journée de liberté, s'amuse comme une folle, fait couper ses cheveux, et visite la capitale en conduisant un scooter Vespa à toute allure, Bradley assis derrière elle. Leur course-poursuite avec la police les conduit tous les trois au commissariat où personne ne les reconnaît et croit qu'elle et Jo vont en fait se marier. Le soir, elle se rend avec eux à un bal sur le Tibre auquel l'avait invité le coiffeur. Mais les services secrets de son royaume, fraîchement débarqués par avion, ont retrouvé sa trace. S'ensuit une bagarre homérique qui permet à Ann et Bradley de s'enfuir par le fleuve. Puis au bord de l'eau, ils s'embrassent au clair de lune. Mais, telle une Cendrillon moderne, elle doit rentrer au Palais, en raison des devoirs dus à son statut, et elle lui demande de la raccompagner à sa résidence, sans lui dire qui elle est, mais sans savoir qu'il le sait ni qu'il est reporter. Rentré chez lui, Bradley renonce à écrire et publier l'article sur le scoop mystérieux qu'il avait promis à son rédacteur-en-chef, malgré la somme importante qu'il devait toucher pour cela et les photos sensationnelles prises au cours de leur virée. Lui et Irving se rendent à la conférence de presse de la Princesse, qui va finalement avoir lieu. Dans la foule des journalistes, Ann les reconnaît et comprend qu'ils se sont joué d'elle. Après une série de questions convenues, elle demande alors à prendre la parole pour dire qu'elle "exprime toute sa foi dans l'amitié entre les peuples" qu'elle a rencontrés au cours de son voyage. Bradley prend la parole à son tour au nom de son agence de presse pour lui répondre que sa foi ne sera pas déçue et la rassure par un large sourire, lui faisant ainsi comprendre qu'il gardera le silence sur cette folle journée. La Princesse cause alors un certain émoi dans sa suite en demandant à serrer les mains des journalistes au premier rang, parmi lesquelles celles de Bradley et d'Irving, qui rend à la jeune femme les négatifs et les photos qu'il avait prises d'elle à son insu. Au journaliste qui lui demande quelle ville elle préfère finalement entre toutes celles qu'elle a visitées au cours de sa tournée, Ann hésite puis répond "Rome! sans conteste!" et qu'elle s'en souviendra toute sa vie, rompant ainsi avec le protocole qui voulait qu'elle n'exprime aucune préférence. Puis elle se retire avec sa suite, les journalistes partent, Irving en dernier. Bradley reste seul un long moment, songeur, à contempler l'endroit par où est sortie la Princesse, puis, suivi par un long traveling, quitte la grande salle à son tour.

## Fiche technique
- Titre : Vacances romaines
- Titre original : Roman Holiday
- Réalisateur : William Wyler, assisté de Bernard Vorhaus
- Scénario : Ian McLellan Hunter (prête-nom pour Dalton Trumbo) et John Dighton (en)
- Musique : Georges Auric
- Décors : Hal Pereira et Walter H. Tyler
- Costumes : Edith Head
- Photographie : Henri Alekan et Franz Planer
- Montage : Robert Swink
- Producteurs : Robert Wyler et William Wyler
- Société de distribution : Paramount Pictures
- Pays de production :  États-Unis
- Langue : anglais américain
- Format : noir et blanc — 35 mm — 1,37:1 — son : mono
- Genre : comédie romantique
- Durée :  118 minutes
- Dates de sortie : 
  - États-Unis : 27 août 1953
  - France : 9 avril 1954
- Affiche : Roger Soubie (France)

## Distribution
- Gregory Peck (VF : Marc Valbel) : Joe Bradley
- Audrey Hepburn (VF : Jacqueline Porel) : la princesse Ann
- Eddie Albert (VF : Serge Nadaud) : Irving Radovich
- Hartley Power (VF : Richard Francœur) : Hennessy
- Harcourt Williams (VF : Allain Dhurtal) : l'ambassadeur
- Margaret Rawlings (VF : Marie Francey) : la comtesse Vereberg
- Tullio Carminati (VF : Jacques Berlioz) : le général Provno
- Paolo Carlini : le coiffeur
- Claudio Ermelli (VF : Fernand Rauzena) : le logeur
- Heinz Hindrich (VF : Claude Péran) : le docteur Bonnachoven
- Alfredo Rizzo (VF : Georges Hubert) : le chauffeur de taxi
- Paola Borboni : la femme de ménage

## Galerie

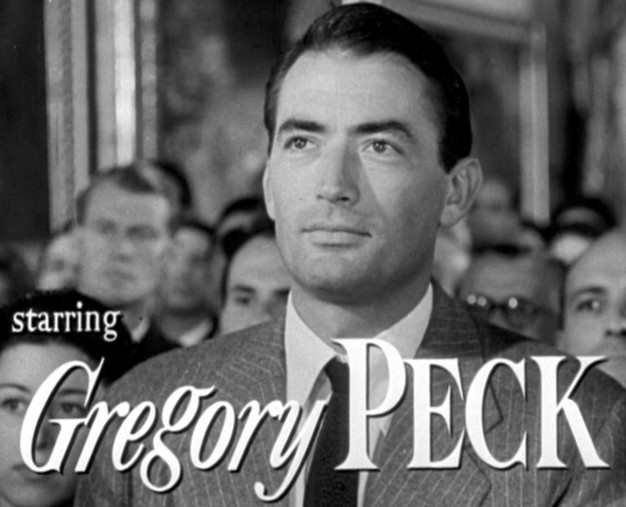
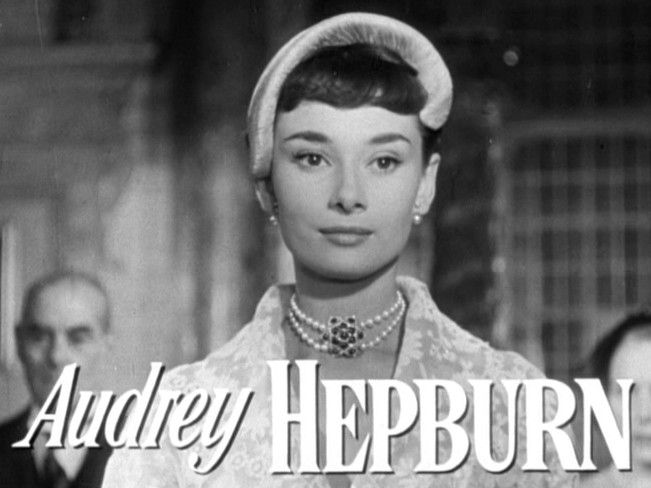
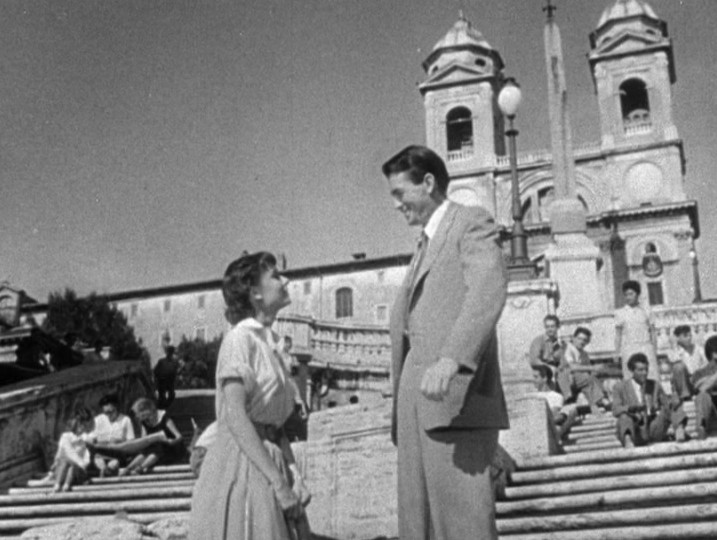
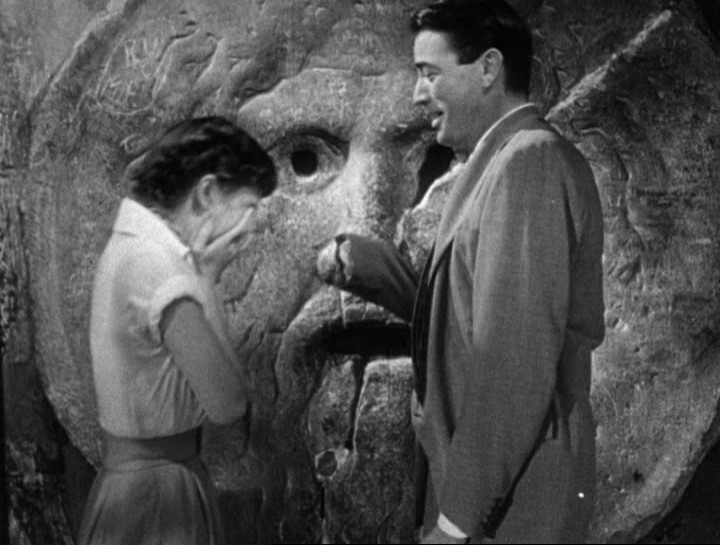
Scène devant la Bocca della Verità.
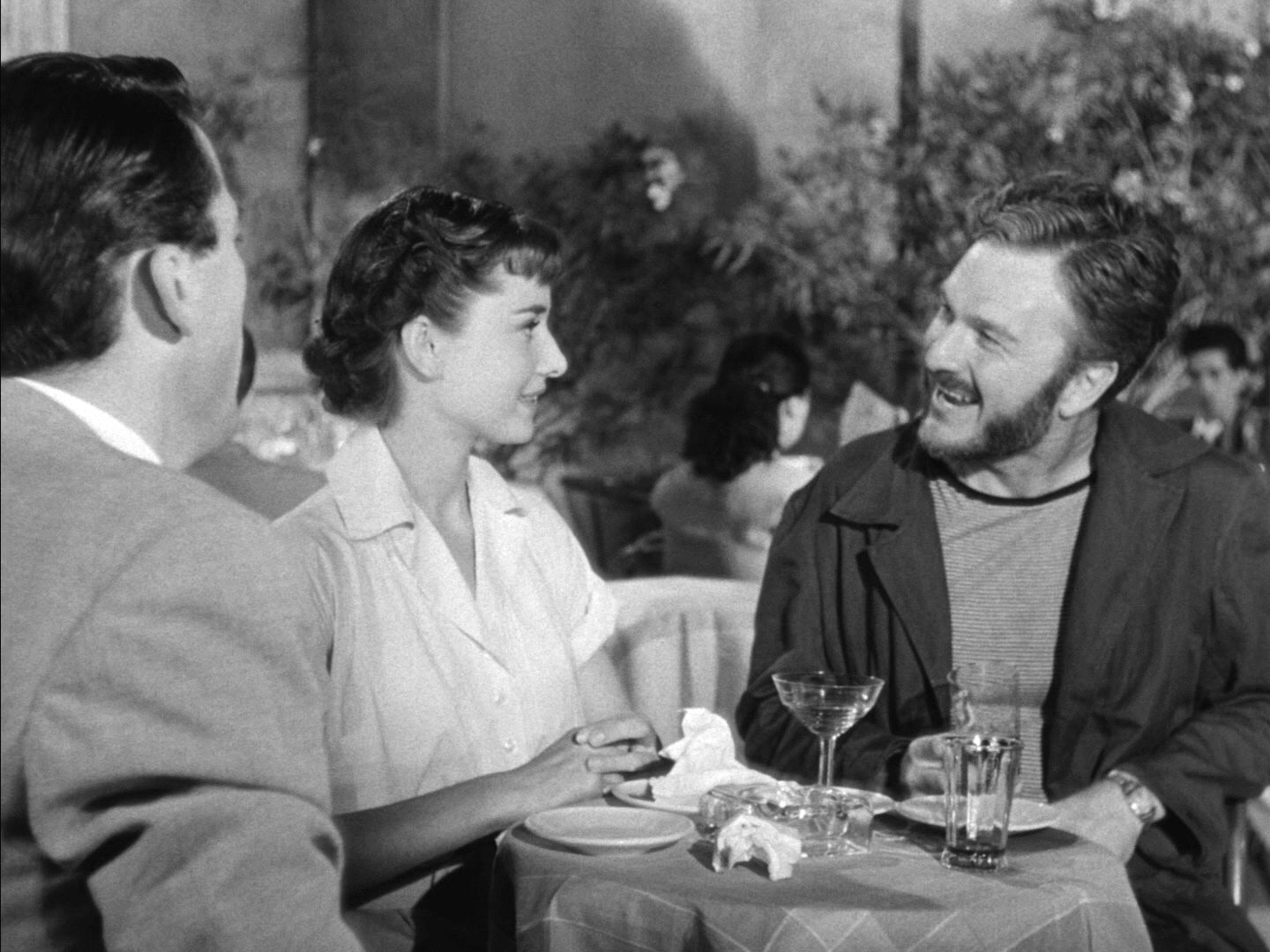
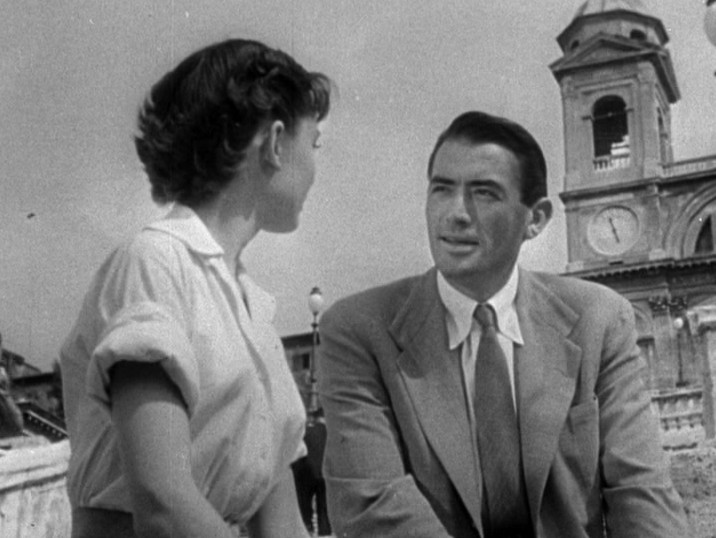

## Distinctions

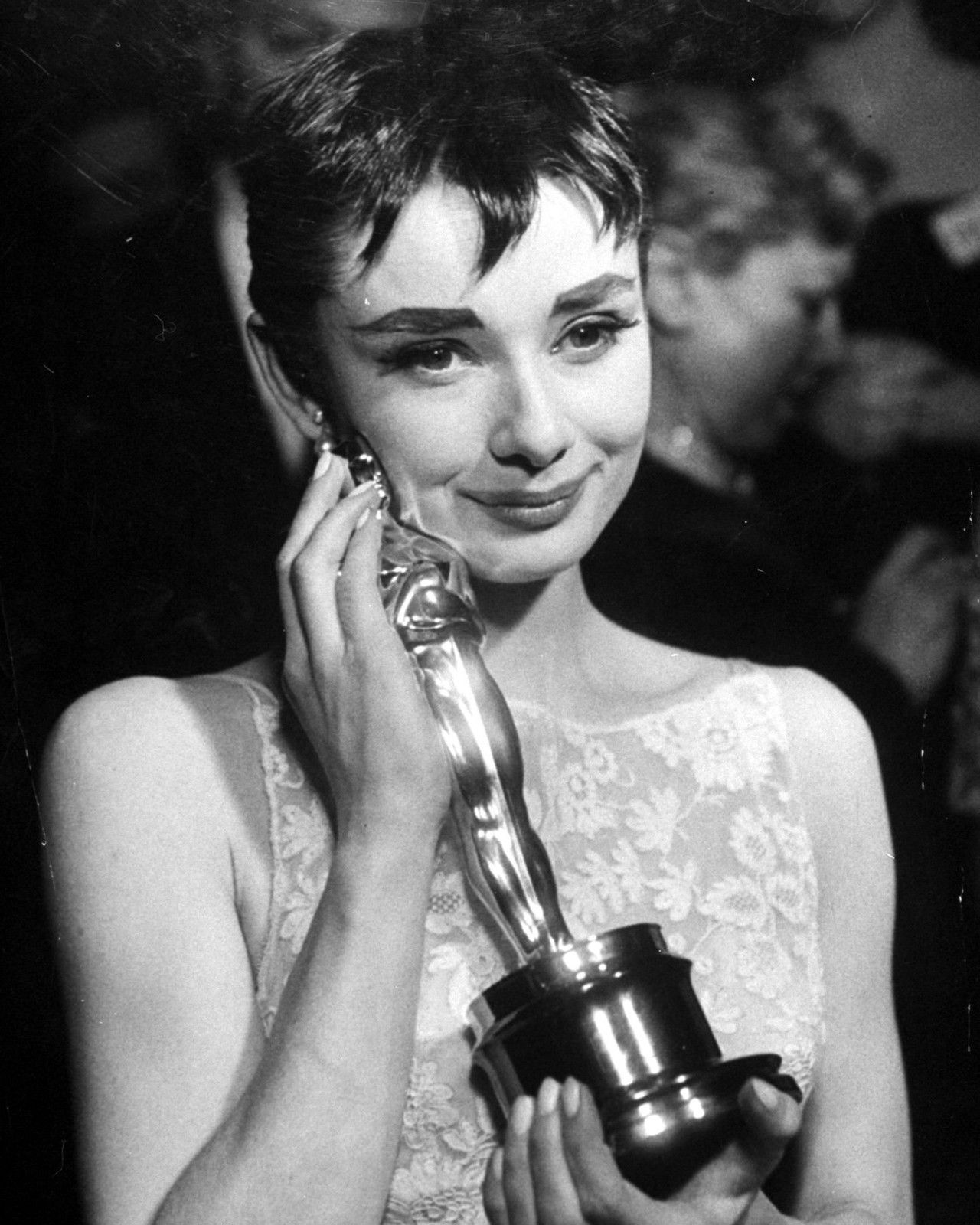
Audrey Hepburn avec son Oscar de la meilleure actrice.

### Récompenses

#### Oscars 1954
- Oscar de la meilleure actrice pour Audrey Hepburn ;
- Oscar de la meilleure histoire originale pour Ian McLellan Hunter (alors prête-nom de Dalton Trumbo, ostracisé par le maccarthysme), l'Académie des Oscars a corrigé cette attribution au profit de Trumbo en 1992-1993 ;
- Oscar de la meilleure création de costumes pour Edith Head.

#### Autres
- Golden Globe de la meilleure actrice dans un film dramatique pour Audrey Hepburn
- British Academy Film Award de la meilleure actrice pour Audrey Hepburn

### Nominations

#### Oscars 1954
- Oscar du meilleur film
- Oscar du meilleur réalisateur pour William Wyler
- Oscar du meilleur acteur dans un second rôle pour Eddie Albert
- Oscar des meilleurs décors pour Hal Pereira
- Oscar du meilleur scénario adapté
- Oscar de la meilleure photographie
- Oscar du meilleur montage

#### Autres
- British Academy Film Award du meilleur acteur pour Eddie Albert et Gregory Peck

## Autour du film
- Le générique de début précise que le film a entièrement été réalisé à Rome (en ville et aux studios Cinecittà).

- Le film doit également son succès à son tournage en noir et blanc, choix qui a surpris à l’époque où le Technicolor était en plein essor. Deux explications s'affrontent : ce choix reviendrait soit aux studios par mesure d'économie, soit à William Wyler qui souhaitait laisser toute leur place aux acteurs sans qu’ils soient évincés par la beauté des monuments de Rome[1].

- Dans les premières séquences du film, on peut voir les bersagliers, corps d'élite de l'armée italienne dont la particularité est de défiler au pas de course.

- Le film comporte plusieurs séquences où le couple vedette du film chevauche une Vespa (littéralement, la Guêpe, en référence au bourdonnement entêtant de son moteur deux temps) un scooter produit par l'ex avionneur Piaggio, un engin devenu iconique de l'Italie, que la princesse Ann pilote sans casque, cheveux au vent, à tombeau ouvert, avec autant de brio que de désinvolture. Le film fit beaucoup pour la popularité et l'exportation de ce fleuron de l'industrie italienne de l'immédiat après-guerre[2].

- Le scénariste Dalton Trumbo a obtenu l'Oscar sous le pseudonyme (prête-nom) de Ian McLellan Hunter : victime du maccarthysme, il figurait sur la liste noire de Hollywood ce qui lui interdisait de travailler à Hollywood. Toutefois, il est crédité au générique d'ouverture.

- Frank Capra est d’abord contacté pour réaliser le film. Toutefois, quand il apprend que le scénario vient de Dalton Trumbo, il préfère se désister. William Wyler acceptera ce projet de comédie avec plaisir[3].

- Gregory Peck, subjugué par la prestation de la toute jeune Audrey Hepburn, exige que son nom apparaisse à côté du sien sur l’affiche du film[1].

- L’entente et la complicité entre les deux acteurs ont été excellentes. Pour preuve de ce bon esprit, la scène de la Bocca della Verità : Gregory Peck met, comme le veut la tradition, sa main dans la Bouche de la Vérité, et fait croire à Audrey Hepburn que celle-ci a été coupée. La réaction spontanée de l’actrice a été saisie en une prise par le réalisateur, qui a décidé de l’inclure au montage.

- Dans le livre fantastique La Marque d'Athéna, quatrième tome des Héros de l'Olympe, avant d'entreprendre sa quête, Annabeth Chase rencontre Rhéa Silvia sous la forme d'Audrey Hepburn et Tibérinus sous celle de Gregory Peck. Elle connaît les deux acteurs pour avoir tourné dans le film.

- En 2018, le film est adapté par Mauricio de Sousa en manga crossover avec Princesse Saphir d'Osamu Tezuka[4].

Parmi les lieux visités, on peut reconnaitre :
- le Colisée,
- la Bocca della Verità,
- le pont et le Château Saint-Ange,
- la fontaine de Trevi,
- le Panthéon,
- la Piazza Venezia,
- la Piazza di Spagna,
- la Galleria Colonna (où se tient la séance de presse à la fin du film) du palais Colonna.

## Adaptations en comédie musicale
Paramount Pictures a délivré des licences pour trois adaptations musicales de Vacances romaines :
- Rōma no kyūjitsu, la version japonaise créée par la Tōhō (1998)[5], qui est un projet original mis en scène par Kazuya Yamada. Le livret est signé Makoto Horikoshi, la musique par Michiru Ōshima et les paroles par Yuki Saitō. La première mouture, présentée au Théâtre Aoyama, est portée par Mao Daichi (Princesse Anne) et Yūichirō Yamaguchi (Joe Bradley). Le revival de 2020, joué au Théâtre Impérial, présente un double casting, à savoir Tao Tsuchiya / Manato Asaka (Princesse Anne) et Genki Hirakata / Kazuki Katō (Joe Bradley)[6].
- Vacanze romane, la version italienne du Teatro Sistina (2004), qui utilise la musique de Cole Porter et est complétée par la partition d'Armando Trovajoli. Cette comédie musicale a connu plusieurs tournées en Italie ainsi qu'en Espagne[7].
- Roman Holiday, la version scénique américaine (2012), qui est une comédie musicale juke-box portée par les chansons de Cole Porter[8].

## Remake
En 2008 est sorti Les rois peuvent tout (Всё могут короли), un film russe d'Aleksandr Tcherniaïev avec Gérard Depardieu. C'est un remake de Vacances romaines, cette fois mettant en scène la ville de Saint-Pétersbourg.